# Aragonito
El aragonito o aragonita es una de las formas cristalinas del carbonato de calcio (CaCO3), junto con la calcita y la vaterita. Puede encontrarse en forma de estalactitas, y también en la concha de casi todos los moluscos y en el esqueleto de los corales. Entre las variedades del aragonito destaca la llamada flos-ferri (flor de hierro), que se asemeja a un hermoso coral.
El par aragonito/calcita fue el primer caso de polimorfismo mineral reconocido. Esto quiere decir que ambos tienen idéntica composición química, pero diferente estructura cristalina. Debido a esta diferencia, el aragonito es más soluble en agua (e inestable a temperatura y presión ambiente) que la calcita. De hecho, para periodos geológicos de tiempo (de 10 millones a 100 millones de años), el aragonito tiende a transformarse en calcita. Esta última propiedad puede usarse para determinar la edad de ciertas formaciones rocosas.
El aragonito también pertenece a una serie isomorfa, esto es, un grupo de minerales que pertenecen a la misma clase y presentan la misma estructura cristalina, pero cuya composición es diferente. El aragonito contiene sustituciones isomorfas de bario (witherita), plomo (cerusita) o estroncio (estroncianita). Estos minerales forman el grupo del aragonito.
En cuanto a las aplicaciones del aragonito, son muy limitadas, ya que la calcita, con la misma composición química, es mucho más común. El aragonito solo suele usarse como piedra ornamental o de coleccionismo.

## Cristalografía
El aragonito cristaliza en el sistema ortorrómbico, en la clase bipiramidal rómbica (2/m 2/m 2/m o mmm). Su grupo espacial es el Pmcn, lo que indica que la celdilla unidad del aragonito es simple o primitiva.
Las dimensiones de la celdilla unidad del aragonito son:
a = 4.96Å, b = 7.97Å, c = 5.74Å; Z = 4.

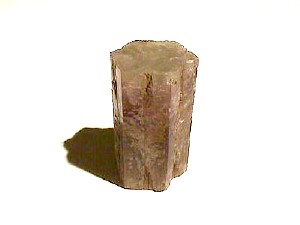
Macla de tres cristales de aragonito formando un prisma pseudohexagonal (hábito columnar).

En la naturaleza, el aragonito se presenta habitualmente como maclas  múltiples, que le confieren aspecto de prisma hexagonal (aunque el aragonito no tenga estructura cristalina hexagonal, por eso se llama pseudohexagonal). También se encuentra como cristales apuntados, frecuentemente maclados también, como formas hialinas coraloides (flos-ferri), fibroso o fibrosorradiado, estalactítico, oolítico y pisolítico.

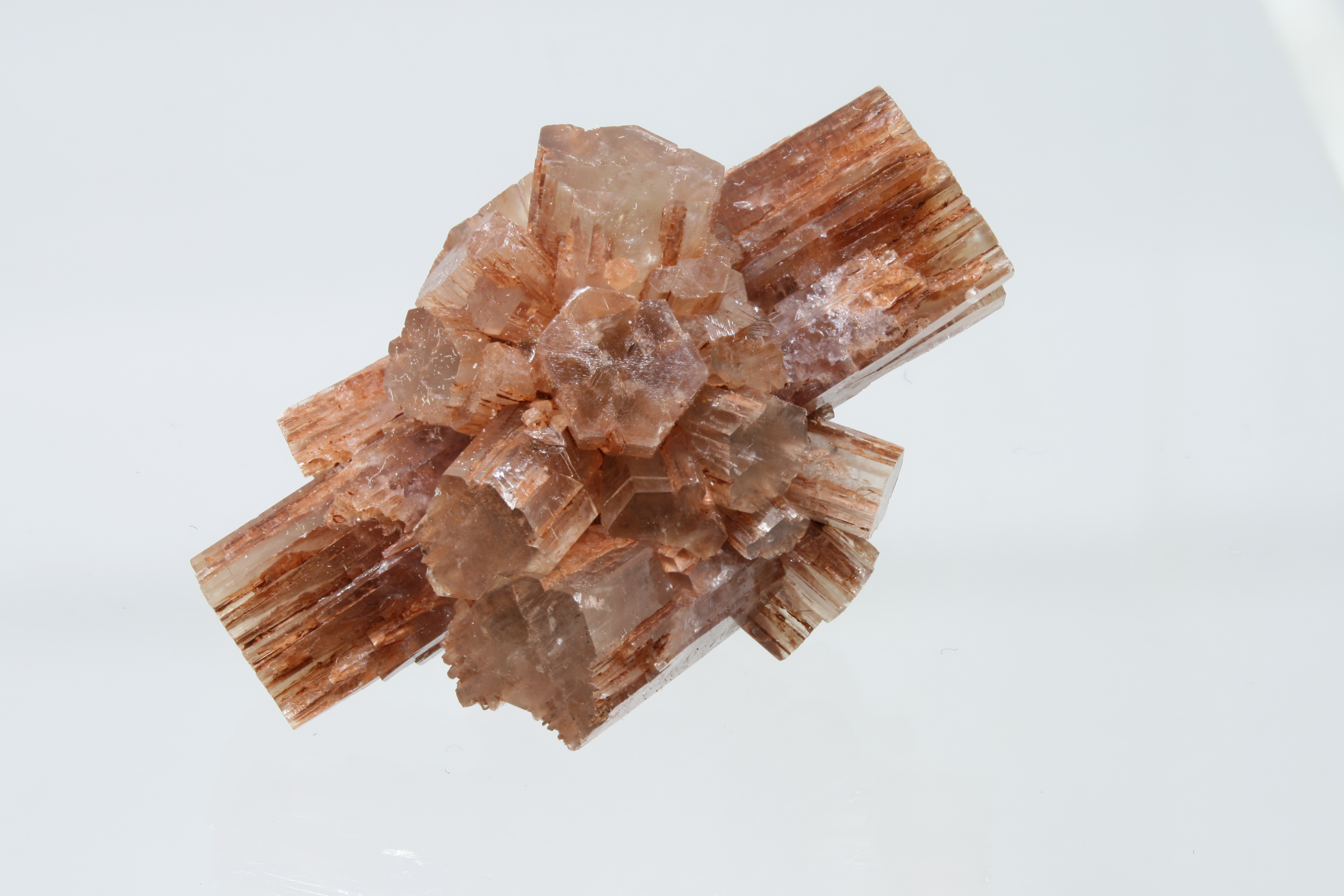
Grupo de maclas de aragonito procedentes de la localidad tipo, el río Gallo, Molina de Aragón (Guadalajara), España

## Formación y yacimientos
La forma más habitual en la que aparece el aragonito es como maclas con forma prismática, individuales o agrupadas, en yesos y margas del Triásico continental (Keuper). En España se encuentran muchas decenas de yacimientos, algunos muy importantes a escala mundial. En primer lugar hay que destacar la localidad tipo del mineral, situada junto a la orilla del río Gallo, cerca de Molina de Aragón (Guadalajara), municipio de cuyo nombre proviene la palabra «aragonito». Los ejemplares de mejor calidad, presentes en los museos de todo el mundo, aparecen en varios yacimientos del entorno de Minglanilla, en este municipio y en el de Enguídanos. También se encuentran en otras localidades de Cuenca, Guadalajara y en la Comunidad Valenciana. Pueden encontrarse cristales pseudohexagonales en Italia y Sicilia, agregados en piña en Marruecos y variedades estalactíticas y coraloideas en Arizona, Chihuahua (México), Francia (de color azul), Austria e Italia.   
En el fondo del mar de varias zonas alrededor de las islas del archipiélago de las Bahamas se encuentran grandes depósitos de arenas de aragonito de gran pureza, que se extraen a escala industrial mediante dragado para utilizarlas en la construcción y como fuente de carbonato de calcio para modificaciones de suelos. Su formación se ha debido probablemente a la precipitación química por cambios en la temperatura del agua, al calentarse aguas profundas al acercarse a la superficie.

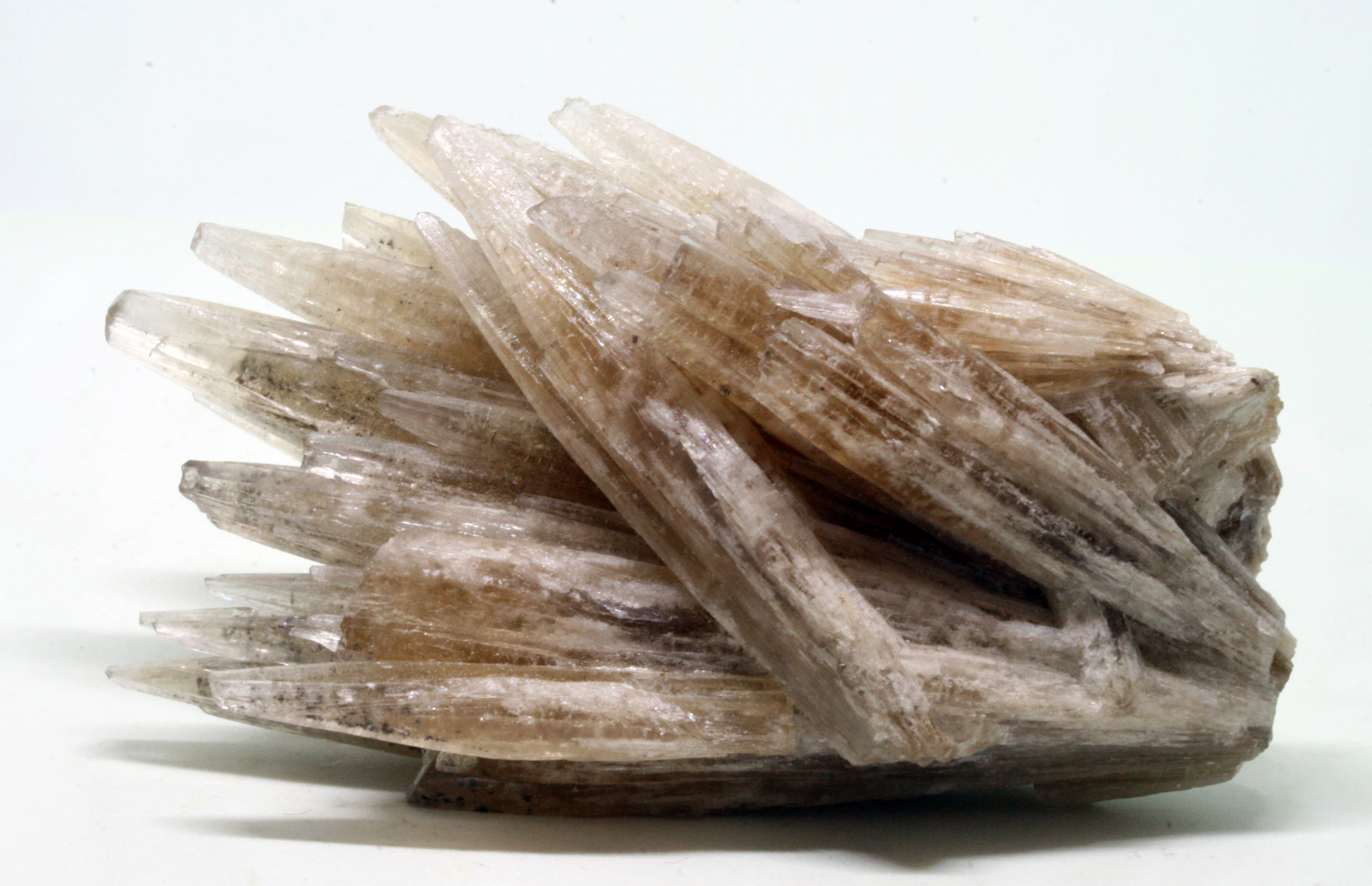
Cristales de aragonito. Corta Azcárate, Eugui, Esteribar (Navarra) España

El aragonito se forma también a partir de aguas termales o géiseres, aguas filtradas que han entrado en contacto con rocas muy calientes situadas a gran profundidad y que han vuelto a emerger a la superficie. Estas aguas disuelven minerales de las rocas a su paso, entre ellos, el calcio. A medida que las aguas termales se evaporan, el calcio que contiene precipita y, cuando entra en contacto con el aire, se combina con el oxígeno y el dióxido de carbono formando los cristales de aragonito. 
El aragonito puede encontrarse formando algunas estalactitas en cuevas. También puede localizarse en rocas metamórficas o en rocas sedimentarias de los fondos oceánicos, así como en los esqueletos de muchos organismos marinos vivos o fosilizados. Además, es común en zonas oxidadas de yacimientos metálicos.

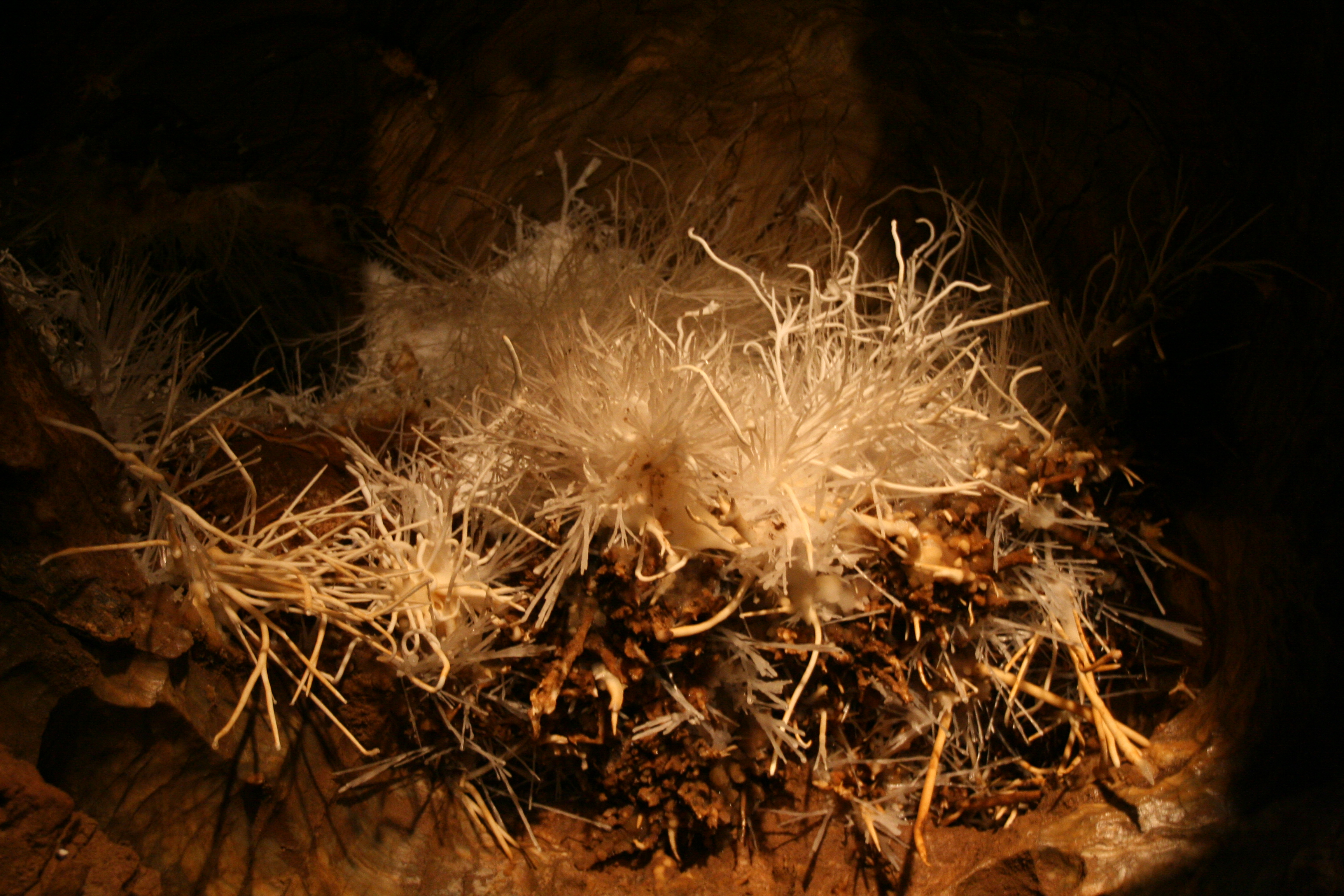
Aragonito dentro de la cueva Ochtinská.

En Eslovaquia hay una cueva entera formada de aragonito, llamada la cueva de aragonito Ochtinská. Esta cueva está declarada Patrimonio de la Humanidad por la Unesco. Es igualmente destacable en cuanto a sus formaciones excéntricas de aragonito la Cueva de El Soplao en Cantabria (España).

## Etimología e historia

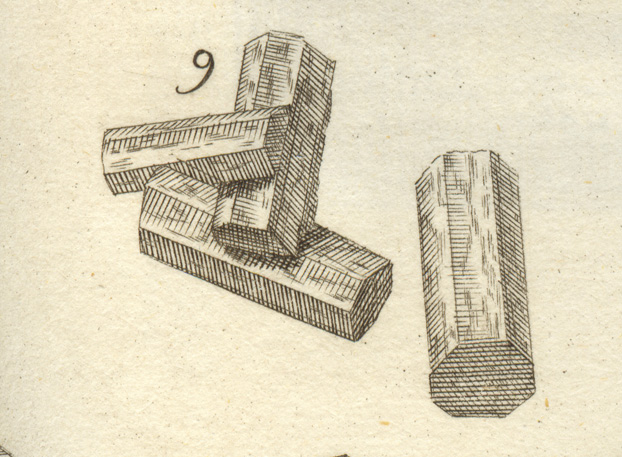
Cristales hexágonos (actualmente aragonito) de Molina de Aragón (Guadalajara), según Torrubia (1754)

La primera referencia a este mineral, aunque sin darle nombre, se encuentra en el libro de Torrubia (1754), titulado “Aparato para la Historia Natural Española”, en el que se indica  la existencia de grandes cantidades de cristales “hexágonos”, localmente llamados “torrecillas”, en un montecillo próximo al río Gallo, en Molina de Aragón.   El nombre aragonito se debe al mineralogista Abraham Gottlob Werner, quien en 1788 lo definió a partir de unos ejemplares procedentes de Molina de Aragón, en Guadalajara, que él atribuyó erróneamente a Aragón.
En algunos yacimientos de hierro aparece aragonito en forma coraloide, formando a veces ejemplares coraloide muy bonitos a los que los mineros llamaban  flos ferri,  flor de hierro.